# Brenthis sigurd
Brenthis sigurd är en fjärilsart som beskrevs av Higgins 1935. Brenthis sigurd ingår i släktet Brenthis och familjen praktfjärilar. Inga underarter finns listade i Catalogue of Life.